# Magyars d'outre-frontières

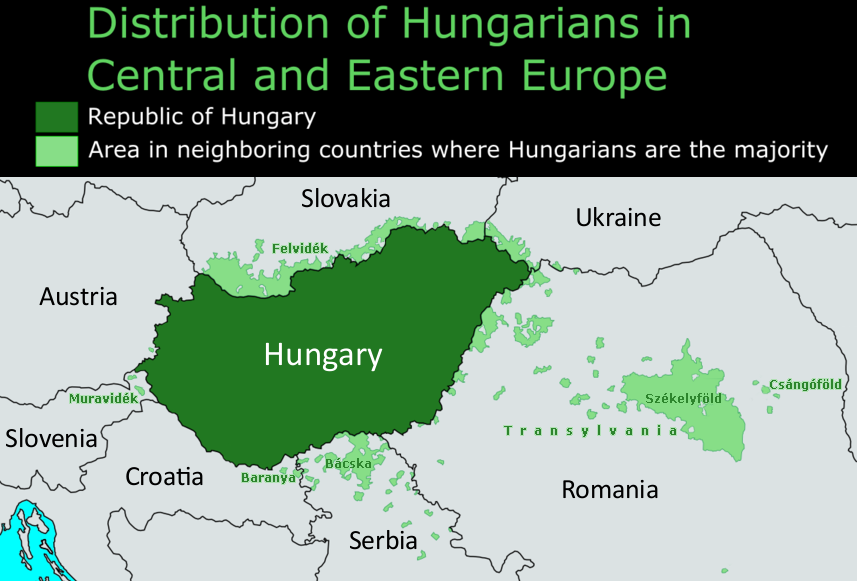
Zones où les Hongrois sont localement majoritaires dans les pays limitrophes de la Hongrie, d'après László Sebők.

Les Magyars d'outre-frontières, Hongrois d'outre-frontières (hongrois : határon túli magyarok) ou minorités hongroises à l'étranger désignent les populations magyares autochtones vivant sous le statut de minorité nationale ou de communauté ethnique dans les pays frontaliers de la Hongrie. Certains Hongrois emploient également l'expression Hongrois de l'extérieur (határontúli magyarok), pour les différencier des « Hongrois de l'intérieur » (határonbelüli magyarok), sachant que la loi hongroise permet aux uns comme aux autres d'accéder à la citoyenneté hongroise (magyar állampolgárság), de bénéficier de bourses d'enseignements, de recevoir des aides financières en faveur du maintien et du développement de leur culture et de leur langue et de disposer d'organisations représentatives reconnues par le gouvernement hongrois.
Contrairement à la diaspora hongroise qui concerne les citoyens hongrois ayant émigré de Hongrie, les Magyars d'outre-frontières sont des Hongrois qui se sont retrouvés hors de Hongrie en raison des changements de frontières, officialisés par le traité de Trianon en 1920, ou ceux nés après cette période mais ayant de très longue date résidé dans des contrées voisines de la Hongrie. Il s'agit donc de deux communautés différentes.
À la différence des minorités germanophones elles aussi installées depuis des siècles dans la région, mais pour la plupart expulsées en 1945, les Magyars d'outre-frontières n'ont pas subi d'expulsion à l'issue de la Seconde Guerre mondiale et sont au XXIe siècle la minorité la plus importante numériquement et la plus ancienne historiquement en Europe centrale.

## Histoire

### Magyars dans le bassin des Carpates
Ce que les historiens et les géographes hongrois appellent « bassin des Carpates » est ce que les hydrographes nomment « bassin du moyen-Danube » en amont des Portes de fer : en effet, le « bassin des Carpates » inclut non seulement l’intérieur de l'arc carpatique (auquel les Hongrois se réfèrent comme « cadre naturel » de la történelmi Magyarország ou nagy Magyarország : la « Hongrie historique » ou « Grande Hongrie »), mais aussi l’extérieur, en aval des Portes de fer, avec le bassin du bas-Danube.
Dans le bassin du moyen-Danube, les Magyars sont arrivés au IXe siècle et, devenus l'aristocratie de leur royaume, ils ont commencé dès le Xe siècle à assimiler les populations antérieures. Cette assimilation a débuté par les populations résiduelles avares du centre et s'est ensuite étendue vers la périphérie du bassin, mais de manière de moins en moins efficace : un millénaire plus tard, au recensement austro-hongrois de 1910, les Hongrois étaient majoritaires dans le centre du bassin et dans le pays sicule transylvain, mais minoritaires dans le reste du royaume, où vivaient des Slovaques, des Ukrainiens, des Roumains, des Serbes, des Croates et des Slovènes formant ensemble 53 % de la population, aspirant à s'émanciper de la domination hongroise et qui, lors de la dislocation de l'Autriche-Hongrie fin 1918, à la fin de la Première Guerre mondiale, proclamèrent leur sécession. Il fallut un traité pour régulariser la situation : ce fut le traité de Trianon, signé en 1920.

### Traité de Trianon
La Hongrie ayant signé le traité de Trianon en pays vaincu, le « droit des peuples à disposer d'eux-mêmes » énoncé par le président américain Woodrow Wilson dans le dixième de ses fameux « 14 points » fut généreusement appliqué aux peuples voisins alliés des vainqueurs, mais pas aux Magyars,, et d'importantes minorités hongroises se retrouvèrent hors du nouveau territoire hongrois défini par ce traité. Dans le sud de la Tchécoslovaquie, l'est de la Transylvanie roumaine et le nord de la Yougoslavie, ces minorités hongroises formaient des « poches » où elles étaient localement majoritaires. Le régent Miklós Horthy ne cessa de revendiquer une révision des frontières et, grâce au soutien de l'Allemagne nazie, finit par l'obtenir en partie aux arbitrages de Vienne (1938, 1939 et 1940) et pendant la campagne de Yougoslavie (1941). Au traité de paix de Paris (1947), la défaite de l'Axe dans la Seconde Guerre mondiale ramena les frontières hongroises au tracé de Trianon.

### Autriche
Les Hongrois d'Autriche (0,5% des citoyens autrichiens) vivent à l'Est du pays, le long de la frontière hongroise, au Burgenland, territoire de la Hongrie austro-hongroise, qui, à part son chef-lieu Sopron, choisit d'être autrichien, car il était à majorité allemande. Les Hongrois sont 8% de la population de cette région. Ils sont de tradition catholique.

### Roumanie
La minorité hongroise de Roumanie (7% des citoyens roumains) est la plus importante parmi les Magyars d'outre-frontières et se décline en trois composantes : en Transylvanie où un transylvain sur cinq est hongrois, on trouve les Magyars proprement-dits dispersés dans la moitié Nord-Ouest de la région, et les Sicules regroupés à l'Est de la région, dans leur pays sicule en plein centre de la Roumanie ; en Moldavie on trouve en outre le petit groupe des Csángós. Les Hongrois de Roumanie sont de tradition soit catholique de rite latin soit protestante surtout calviniste, à parts quasi-égales depuis l'édit transylvain de tolérance de 1565

### Serbie
La minorité hongroise de Serbie (4% des citoyens serbes) vit dans le Nord du pays, en Voïvodine où elle représente 20% de la population locale, et à Belgrade. Les Hongrois de Serbie sont de tradition catholique.

### Slovaquie
La minorité hongroise de Slovaquie (10 % des citoyens slovaques) vit dans le Sud du pays, le long de la frontière hongroise, dans les régions de plaine où elle est localement majoritaire, notamment dans les plaines du Danube et du Bodrog. Les Hongrois de Slovaquie sont en majorité de tradition catholique. Depuis le 7 mai 2023, Ľudovít Ódor, un Magyar de Komárno, est le président du gouvernement de Slovaquie.

### Slovénie
La minorité hongroise de Slovénie (0,7 % des citoyens slovènes) vit dans le Nord-Est du pays, dans la région de Prékmurie proche de la frontière hongroise, où elle représente 16 % de la population locale. Les Hongrois de Slovénie sont en majorité de tradition protestante et appartiennent à l'Église protestante de la confession d'Augsbourg en Slovénie (en)

### Ukraine
La minorité hongroise d'Ukraine (0,3 % des citoyens ukrainiens) vit dans l'Ouest du pays, le long de la frontière hongroise, dans la plaine de la Ruthénie subcarpathique, où elle représente 13 % de la population locale. Les Hongrois d'Ukraine sont en majorité de tradition catholique.

## Répartition géographique et démographie
| Pays      | Membres de la minorité magyare             | Notes | Article                       |
| --------- | ------------------------------------------ | --- | ----------------------------- |
| Roumanie  | 1 227 623 (2011) ainsi que 1 536 Csángós,) | Les populations de langue hongroise sont surtout présentes en Transylvanie où elles se répartissent en deux groupes : les Magyars proprement-dits (environ 350 000) dispersés à travers la région et les Sicules (environ 825 000) regroupés dans les județe de Covasna et Harghita, soit le pays sicule. Les Csángós sont localisés en Moldavie. | Hongrois de Roumanie          |
| Slovaquie | 520 528 (2001)                             | Les Magyars de Slovaquie habitent une bande de 10 à 80 km de profondeur le long de la frontière hongroise, au Sud du pays. | Minorité magyare de Slovaquie |
| Serbie    | 293 299 (2002)                             | La zone d'implantation historique des Hongrois de Serbie est la Voïvodine, au nord du pays. | Minorité magyare de Serbie    |
| Ukraine   | 156 600 (2001)                             | Les Magyars d'Ukraine habitent à la frontière hongroise, en Ruthénie subcarpathique. | Minorité magyare d'Ukraine    |
| Autriche  | 40 583 (2001)                              | La minorité magyare d'Autriche habite le Burgenland, territoire de l'ancienne Hongrie austro-hongroise. | Minorité magyare d'Autriche   |
| Croatie   | 16 595 (2001)                              | Il existe des villages à majorité magyare en Slavonie, au nord du pays. | Minorité magyare de Croatie   |
| Slovénie  | 6 243 (2001)                               | Il existe quelques villages à majorité magyare en Prékmurie, à l'est du pays. | Minorité magyare de Slovénie  |
| Total     | 2 468 405 personnes                        | |                               |

## Représentation institutionnelle

### Représentation politique
La législation des pays voisins de la Hongrie a, comme elle-même, séparé le droit du sol selon lequel tous les citoyens sont égaux en droits et devoirs et doivent connaître la langue du pays, et le droit du sang selon lequel ils peuvent s'identifier comme membres d'une communauté culturelle, linguistique et historique légalement reconnue, inscrite comme telle dans les recensements et représentée au parlement par son parti politique ethnique. Par exemple, le plus important parti ethnique hongrois hors-frontières est l'UDMR : l'Union démocrate magyare de Roumanie, de tendance démocrate-chrétienne, qui s'est plusieurs fois trouvée, dans la politique intérieure roumaine, en position d'arbitre dans les différentes coalitions successives. Mais il existe aussi dans ce pays un Parti civique magyar et un Parti populaire hongrois de Transylvanie.

### Institutions culturelles
Les minorités magyares hors-frontières ont leurs média, leurs théâtres, des émissions dans leur langue à la télévision et à la radio de leurs pays, et des cursus scolaires et universitaires en hongrois. On trouve des livres, des journaux et des magazines en hongrois dans toutes les librairies et dans toutes les bibliothèques des zones habitées par des Hongrois. En Slovaquie, des journaux comme Új Szó (quotidien) ou Vasárnap (hebdomadaire) existaient déjà à l'époque tchécoslovaque et ont continué à paraître depuis. En Roumanie, il y a plus de 300 institutions, associations et organisations culturelles hongroises, dont les théâtres de Kolozsvár, de Marosvasarhély ou de Temesvár, et la communauté hongroise dispose aussi d'un réseau de maisons d'édition ; l'université Babeș-Bolyai permet de poursuivre des études en hongrois jusqu'au doctorat. 

### Institutions religieuses
- Archidiocèse catholique de Gyulafehérvár
- Église réformée hongroise

## Enjeux politiques
Depuis la chute du communisme, les Magyars d'outre-frontières sont devenus un enjeu de la politique intérieure hongroise. La thématique de leurs droits historiques a été reprise de manière diluée puis de plus en plus explicite dans le discours du Fidesz-Union civique hongroise de Viktor Orbán, et de façon véhémente dans celui du Jobbik. Sur le plan historiographique, les Magyars d'outre-frontières sont présentés dans les sources secondaires comme des « îlots résiduels » d’une population hongroise initialement uniforme dans tout l'arc intérieur des Carpates, mais ultérieurement submergée par des « immigrants allogènes ». Cette position nie la présence, au moment de l'arrivée des Magyars, de populations slaves ou romanes : c'est la thèse du « Désert des Avars » (Avar sivatag), affirmant qu'à la suite du massacre de tous les Avars par les Carolingiens en 805, les Magyars auraient trouvé un pays vide de tout habitant sédentaire, en dépit de l’existence attestée d’États slaves comme la Moravie ou la Blatnozérie et des (banats (duchés vassaux) croates, serbes, valaques et autres avec leurs « sièges » et leurs autonomies.
Selon cette thèse des « îlots résiduels », la diversité des populations de la « Hongrie millénaire » n'aurait commencé que tardivement, à partir du XIIIe siècle, par immigration depuis les Balkans, et serait devenue « massive » en raison de la conquête turque puis autrichienne avec notamment l'instauration des confins militaires par les Habsbourg au XVIIe siècle : ainsi, le traité de Trianon serait l'aboutissement d'un processus de « décadence par submersion de la population d'origine ». Cette thématique à vocation surtout électorale n'impacte que marginalement les relations de la Hongrie avec ses sept voisins autrichien, slovaque, ukrainien (en), roumain, serbe, croate et slovène, car le gouvernement Orbán respecte les traités bilatéraux et se garde de toute revendication territoriale, se bornant à soutenir culturellement les Hongrois du Burgenland autrichien, de la Haute-Hongrie slovaque, de Ruthénie subcarpatique ukrainienne, de Transylvanie roumaine, de la Voïvodine serbe, de Slavonie croate et de la Prékmurie slovène et à leur permettre d'acquérir la citoyenneté hongroise s'ils la demandent.